# Hamilton Green
Hamilton Green (nacido en Georgetown, Guyana, el 9 de noviembre de 1934) es un político guyanés que fue primer ministro de Guyana (1985-1992). 
| Predecesor: Ptolemy Reid | Primer ministro de Guyana 1985-1992 | Sucesor: Sam Hinds |

- Datos: Q615817
- Multimedia: Hamilton Green / Q615817